# Phantom 2040
Phantom 2040 is een animatie-/sciencefictionserie uit 1994, losjes gebaseerd op de The Phantom strips van Lee Falk. De hoofdpersoon in de serie is de 24e Phantom, een nakomeling van de 21 Phantom uit de strips.
De serie debuteerde in 1994 en liep 33 afleveringen. De serie bracht ook een eigen stripreeks en andere merchandising voort.
Stemacteurs waren Scott Valentine, Margot Kidder, Ron Perlman, en Jeff Bennett.

## Verhaal
In het jaar 2040 hebben milieurampen en oorlogen over de grondstoffen van de Aarde begin 21e eeuw geleid tot een zeer kwetsbare ecologische balans van de Aarde. Overal ter wereld weten de rijken zich staande te houden, maar de grote massa draagt de gevolgen van deze zwakke balans.
In Metropia, de grootste en machtigste stad op de planeet, commandeert de corporatie Maximum Inc robotische Biots om een koude stalen stad van hoge torens en metrolijnen te maken. Maximum heeft plannen om Cyberville te bouwen, een immense schuilkelder voor de rijksten onder de rijksten wanneer de Aarde bezwijkt onder de vernietiging van het milieu.
Buiten ieders weten om ligt onder Metropia de zogenaamde “Ghost Jungle”; duizenden vierkante kilometer aan gemuteerd plantenleven dat wellicht de Aarde’s laatste hoop is voor overleving. Om de wereld te redden krijgt Kit Walker Jr het geheim van zijn familie te horen: hij is een afstammeling van een legendarische superheld genaamd The Phantom.Deze heldentitel wordt als sinds de 1500’s overgedragen van vader op zoon. Hierdoor denken de meesten dat de Phantom een onsterfelijk individu is.
Kit neemt zoals dat gebruikelijk is voor zijn familie de identiteit van de Phantom aan, en wordt daarmee de 24e Phantom op rij. Hij is echter nog jong en onervaren, maar desondanks gaat hij de strijd aan met Maximum Inc.

## Personages
- Kit Walker: een afstammeling van de eerste Phantom. In tegenstelling tot zijn voorouders was hij zijn hele leven niet op de hoogte van de Phantom legende, en heeft ook nooit training ondergaan. Zijn vader stierf namelijk toen Kit nog een baby was. Als Phantom maakt hij gebruik van high-tech wapens en apparatuur zoals een pak dat hem onzichtbaar maakt, een armband met een computer en een voertuig genaamd Hero dat verschillende functies heeft.

- Guran:Kits mentor, wiens familie de Phantom al generaties lang bijstaat.

- Jack Archer: wetenschapper en leraar op Kits school. Een van de weinigen die Kits ware identiteit kent.

- Tranh: een jonge cyber-surfer die ook Kits geheim kent. Zijn echte naam is Daniel.

- Sagan Cruz: een Metropiaanse ordehandhaver. Zij is niet op de hoogte van Kits dubbele identiteit, maar is wel geïnteresseerd in Kit. Ze is tevens sceptisch over de Phantoms motieven.

- Tante Heloise: Kits enige nog levende familie. Heloise is de dochter van de 21e Phantom. Ze vertelde Kit nooit over de Phantom legende in de hoop dat hij een normaal leven kon leiden.

- Rebecca Madison: de “schurk” van de serie. Ze is het hoofd van Maximum Inc, en de weduwe van de man die de 23e Phantom vermoordde.

- Maxwell Madison Jr.: Rebecca’s zoon. Hij lijdt aan een anti-sociale persoonlijkheidsstoornis. Hij heeft nergens belangstelling voor.

- Graft: Rebecca Madisons voornaamste ordehandhaver. Hij is een Cyborg die The Phantom de schuld geeft van zijn huidige toestand.

- Doctor Jak: een cynische tv-journalist die altijd verslag doet van The Phantoms activiteiten.

- Sean 1: de eerste mens die werd geboren in een Orbital Plataform. Hij houdt zicht bezig met terroristische aanslagen om onafhankelijkheid voor zijn kolonies te krijgen.

- Heisenberg: een zelfbewuste “defecte” biot.

- Pavlova: een biot en Jaks assistent. Wordt later een volger van Heisenberg.

## Afleveringen

### Seizoen 1
1. Generation Unto Generation (part 1)
2. Generation Unto Generation (part 2)
3. The Sum of the Parts
4. Fire and I.C.E.
5. Reflections of Glory
6. Shadows from the Past
7. The Good Mark
8. Ghost in the Machine
9. Dark Orbit (part 1)
10. Dark Orbit (part 2)
11. The Biot In Red
12. The Gauntlet
13. Three Into One
14. Life Lessons
15. The Magician
16. Swifter, Higher, Faster
17. Lasers In The Jungle
18. Down The Line

### Seizoen 2
1. Control Group
2. A Boy And His Cat
3. Rite Of Passage
4. The World Is My Jungle
5. Sanctuary
6. The Ties That Bind
7. The Woman In The Moon
8. Matter Over Mind
9. The Sins Of The Father (part 1)
10. The Sins Of The Father (part 2)
11. The Sacrifice (part 1)
12. The Sacrifice (part 2)
13. Rogue
14. The Second Time Around
15. The Furies
16. Moments Of Truth
17. The Whole Truth

## Cast
- Scott Valentine – Kit Walker/Phantom
- J.D. Hall – Guran
- Alan Oppenheimer – Jack Archer
- Dustin Nguyen – Tranh
- Leah Remini Sagan Cruz
- Carrie Snodgress – Tante Heloise
- Margot Kidder – Rebecca Madison
- Jeff Bennett – Maxwell Madison Jr.
- Ron Pearlman – Graft (seizoen 1)
- Richard Lynch – Graft (seizoen 2)
- Mark Hamill – Doctor Jak
- Rob Paulsen – Sean 1, Heisenberg
- Liz Georges - Pavlova

## Videospel
Een Phantom 2040 videospel werd geproduceerd voor de Sega Genesis, Sega Game Gear en Super NES Net als de serie kreeg het spel positieve kritieken. In het spel kan de speler zowel met The Phantom als zijn alter ego Kit spelen. Afhankelijk van de keuze die de speler maakt kan het spel op 20 manieren eindigen.

## Strip
Phantom 2040 werd omgezet tot een stripboekserie door Marvel Comics in 1995. Slechts vier delen werden gepubliceerd. De verhalen waren losjes gebaseerd op de televisieserie, en hadden een andere ondertoon dan de duistere gecompliceerde animatieserie. De stripw erd geschreven door Peter Quinones, getekend door Steve Ditko, en gekleurd door Bill Reinhold. Elk deel bevatte ook een poster getekend door o.a. John Romita, Sr..

## VHS en dvd
Veel afleveringen van de serie zijn uitgebracht op VHS of dvd, maar ook een deel nog niet. Een dvd getiteld Phantom 2040: The Ghost Who Walks werd uitgebracht in 2004, en bevatte de eerste vijf afleveringen samengevoegd tot een “film”.